# Oselna (distrikt i Bulgarien)
Oselna (bulgariska: Оселна) är ett distrikt i Bulgarien.   Det ligger i kommunen Obsjtina Mezdra och regionen Vratsa, i den västra delen av landet, 40 km norr om huvudstaden Sofia.
I omgivningarna runt Oselna växer i huvudsak blandskog. Runt Oselna är det ganska glesbefolkat, med 43 invånare per kvadratkilometer.